# Noche
Nochê cargo exclusivamente feminino da Casa das Minas, acima das demais vodunsis, antes ocupado somente por uma vondunsi-hunjaí ou gonjaí. Assemelha-se a Doné, Gaiacú, Ialorixá do Candomblé Queto é uma sacerdotisa de Vodum das Religiões afro-brasileiras.